# Zero (cançó de The Smashing Pumpkins)
"Zero" és una cançó del grup de rock alternatiu The Smashing Pumpkins. Va ser el tercer senzill del seu tercer àlbum d'estudi, Mellon Collie and the Infinite Sadness. "Zero" la va escriure Billy Corgan i va ser la primera cançó enregistrada per a Mellon Collie. Comercialment, "Zero" va assolir el número u a Espanya i va ser número tres a Nova Zelanda. A Amèrica del Nord, la cançó va assolir també el número u a la revista de música alternativa RPM del Canada, va ser número 15 al Mainstream Rock Tracks dels Estats Units d'Amèrica i número 9 a la llista del Modern Rock Tracks. Als Estats Units la cançó va ser publicada com un EP, per la qual cosa va entrar al Billboard 200 al número 46.
La cançó va aparèixer al "Homerpalooza", penúltim episodi de la setena temporada dels Simpson.
El disseny de la coberta va ser obra de Corgan i la que era llavors la seva parella sentimental, Yelena Yemchuk, qui també va dirigir el videoclip.

## Vídeo musical
El vídeoclip el va dirigir Yelena Yemchuk i va ser descrit per NME com "molt cinemàtic i esgarrifós de vegades". El concepte del vídeo era situar-lo en una mansió romana, amb convidats descansant, mentre el grup actuava per a la seva diversió. La banda vesteix predominantment de negre, que contrasta amb els colors vibrants de taques de vi de l'habitació que són associats amb el període Romà.

## Cares-B
A diferència de la majoria de singles, "Zero" va ser publicat com un EP i va incloure "Pastichio Medley", un conjunt de parts de cançons d'uns quants segons de duració de les sessions de gravació del Mellon Collie que majoritàriament no es van publicar. Dura gairebé 23 minuts i te parts de més de 70 cançons.
Les cançons del "Pastichio Medley" en ordre son:
1- "The Demon" (0:00–0:10)
2- "Thunderbolt" (0:10–0:24)
3- "Dearth" (0:24–0:35)
4- "Knuckles" (0:35–0:52)
5- "Star Song" (0:52–1:15)
6- "Firepower" (1:15–1:28)
7- "New Waver" (1:28–1:41)
8- "Space Jam" (1:41–1:57)
9- "Zoom" (1:57–2:17)
10- "So Very Sad About Us" (2:17–2:27)
11- "Phang" (1/2) (2:27–2:37)
12- "Phang" (2/2) (2:37–2:47)
13- "Speed Racer" (2:47–3:02)
14- "The Eternal E" (3:02–3:17)
15- "Hairy Eyeball" (3:17–3:21)
16- "The Groover" (3:21–4:04)
17- "Hell Bent for Hell" (4:04–4:20)
18- "Rachel" (4:20–4:36)
19- "A Dog's Prayer" (1/2) (4:36–4:47)
20- "A Dog's Prayer" (2/2) (4:47–5:26)
21- "Blast" (5:26–5:48)
22- "The Black Rider" (5:48–5:59)
23- "Slurpee" (5:59–6:17)
24- "Flipper" (6:17–6:39)
25- "The Viper" (6:39–6:48)
26- "Bitch" (6:48–6:55)
27- "Fried" (6:55–7:06)
28- "Harmonio" (7:06–7:16)
29- "U.S.A." (7:16–7:24)
30- "The Tracer" (1/2) (7:24–7:36)
31- "Envelope Woman" (7:36–7:49)
32- "The Tracer" (2/2) (7:49–8:00)
33- "Plastic Guy" (8:00–8:09)
34- "Glasgow 3am" (8:09–8:17)
35- "The Road Is Long" (8:17–8:26)
36- "Funkified" (8:26–8:34)
37- "Rigamarole" (8:34–8:46)
38- "Depresso" (8:46–9:03)
39- "The Streets Are Hot Tonite" (9:03–9:15)
40- "Dawn at 16" (9:15–9:39)
41- "Spazmatazz" (9:39–9:49)
42- "Fucker" (9:49–9:59)
43- "In the Arms of Sheep" (9:59–10:16)
44- "Speed" (10:16–10:39)
45- "77" (10:39–10:50)
46- "Me Rock You Snow" (10:50–11:02)
47- "Feelium" (11:02–11:14)
48- "Is Alex Milton" (11:14–11:24)
49- "Rubberman" (11:24–11:35)
50- "Spacer" (11:35–11:42)
51- "Rock Me" (11:42–11:51)
52- "Weeping Willowly" (11:51–12:02)
53- "Rings" (12:02–12:17)
54- "So So Pretty" (12:17–12:29)
55- "Lucky Lad" (12:29–12:43)
56- "Jackboot" (12:43–12:57)
57- "Millieu" (12:57–13:06)
58- "Disconnected" (13:06–13:24)
59- "Let Your Lazer Love Light Shine Down" (13:24–13:33)
60- "Phreak" (13:33–13:37)
61- "Porkbelly" (13:37–13:49)
62- "Robot Lover" (13:49–13:58)
63- "Jimmy James" (13:58–14:05)
64- "America" (14:05–14:14)
65- "Slinkeepie" (14:14–14:33)
66- "Dummy Tum Tummy" (14:33–14:44)
67- "Fakir" (14:44–14:52)
68- "Jake" (14:52–15:03)
69- "Camaro" (15:03–15:18)
70- "Moonkids" (15:18–15:25)
71- "Make It Fungus" (15:25–15:35)
72- "V-8" (15:35–15:49)
73- "Die" (15:49–22:57)
Algunes d'aquestes cançons, com "Knuckles", "New Waver", "Speed" o "Feelium" van ser publicades el 2012 al rellançament del Mellon Collie remasteritzat a la seva edició de luxe.

La cançó "Tribute to Johnny" és instrumental, i és un homenatge al guitarrista Johny Winter.

## Llistat de cançons de l'EP
Totes les cançons escrites per Billy Corgan excepte les descrites entre parèntesis.
1. «Zero» - 2:39
2. «God» - 3:09
3. «Mouths of Babes» - 3:46
4. «Tribute to Johnny» (Corgan, Iha) - 2:34
5. «Marquis in Spades» - 3:17
6. «Pennies» - 2:28
7. «Pastichio Medley» (Corgan, Iha, Wretzky, Chamberlin) - 22:57